# Craig Leipold
Craig L. Leipold är en amerikansk affärsman som är majoritetsägare i det amerikanska ishockeylaget Minnesota Wild i NHL.
Leipold grundade Ameritel Corporation som är inom telemarketing som är riktad till företag.

## Ägare i NHL
1997 så betalade Leipold $ 80 miljoner till NHL för att få rättigheter till att starta ett expansionslag i Nashville, Tennessee och laget blev Nashville Predators. 1998 så gick laget med i ligan. 2007 så släppte Leipold ett pressmeddelande till säsongskortsinnehavarna för Predators där han meddelade att mellan 2002 och 2007 förlorade klubben över $ 60 miljoner. 7 december samma år så offentliggjordes det att Leipold sålde klubben till Predators Holdings, LLC med David Freeman i spetsen för $ 193 miljoner.
Den 10 januari 2008 så köpte Leipold och miljardären Philip Falcone in sig i Minnesota Wild för $ 225 miljoner.

## Privatliv
Leipold är gift med Helen Johnson-Leipold, som är sondotter till Samuel C. Johnson, Sr. som startade S. C. Johnson & Son som är idag en global tillverkare av rengöringsmedel och andra kemikalier. Hon är rankad av den amerikanska ekonomiskriften Forbes som den 376:e rikaste människan i världen år 2009 med en förmögenhet på $ 1,9 miljarder.
Leipold är republikan och var donator till Mitt Romney i republikanernas primärval till att bli deras kandidat till det amerikanska presidentvalet 2008. Leipold var också finansiär till George W. Bush när denne blev återvald till president 2005 och stöttade finansiellt till Lamar Alexanders försök till att bli republikanernas presidentkandidat 2000.